# Храм Портуна
Храм Портуна — давньоримський храм на Бичачому форумі в Римі, присвячений богу портів Портуну.

## Опис
Храм прямокутної форми. З епохи Відродження помилково вважався храмом Фортуни Веріліс. Первісна споруда була зведена вже IV або III століттях до н. е. (руїни фундаменту були виявлені при розкопках у XX столітті). Храм, що зберігся до наших днів, був побудований близько 100 до н. е.
Храм складається з целли, портика з колонами іонічного ордера. Всі несучі частини храму зроблені з травертину, решта частини з вулканічного туфу, подіум заповнений римським бетоном. Храм добре зберігся, тому що близько 872 року був перетворений на християнську церкву Санта-Марія-ін-Граделіс, в XV столітті її в свою чергу освячено на Санта-Марія-Егіціана.

## Галерея

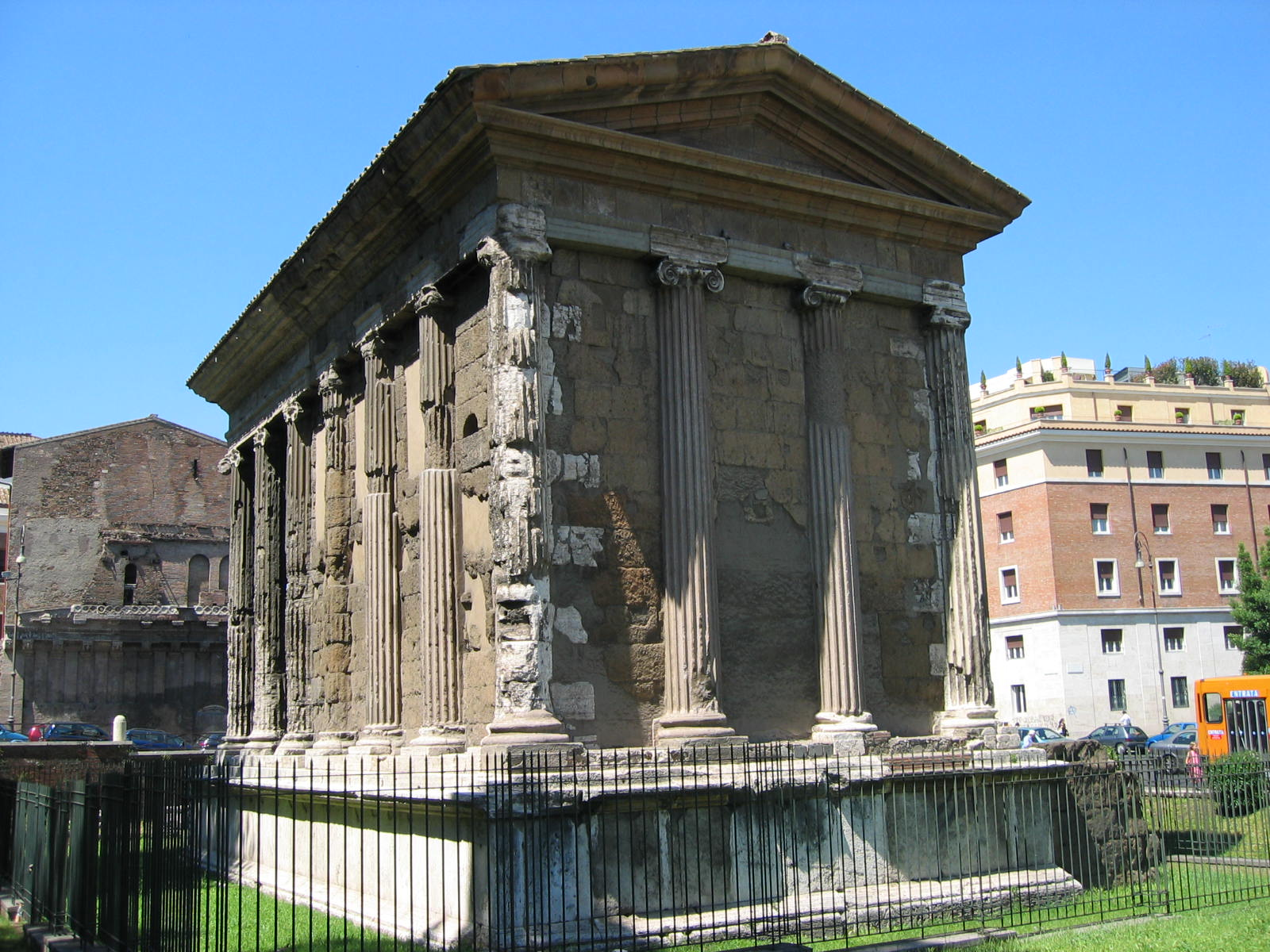
Вигляд із зворотної сторони
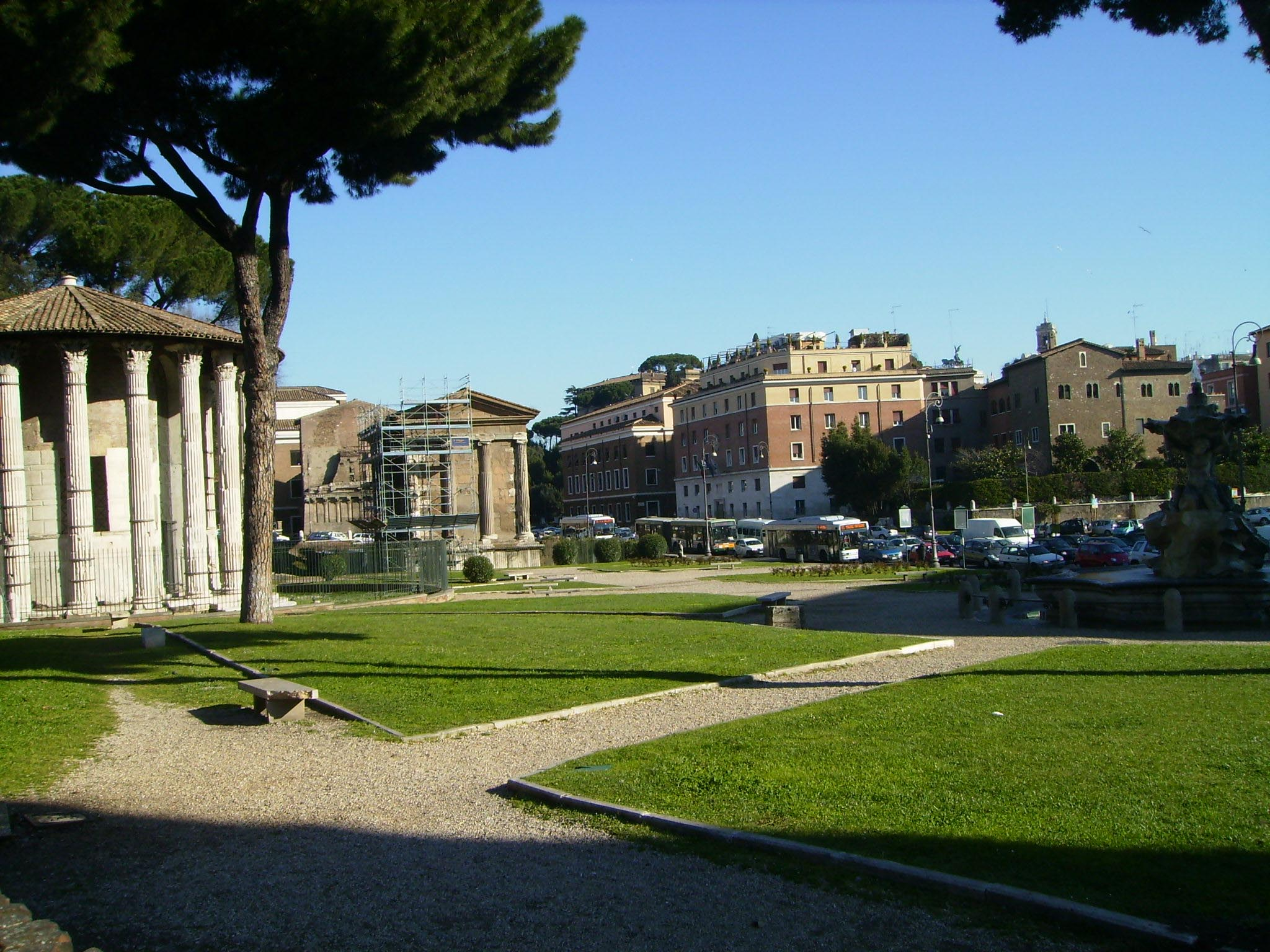
Бичачий форум
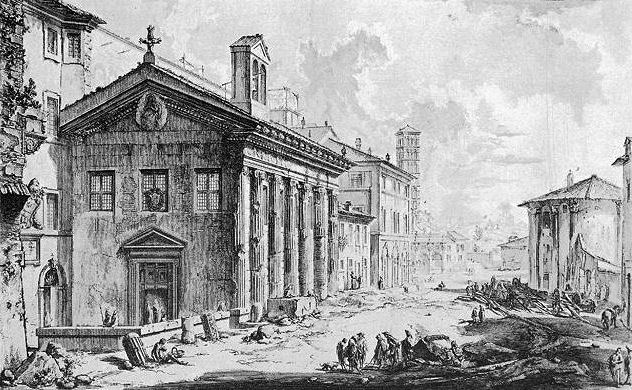
Як Санта Марія Егіціана
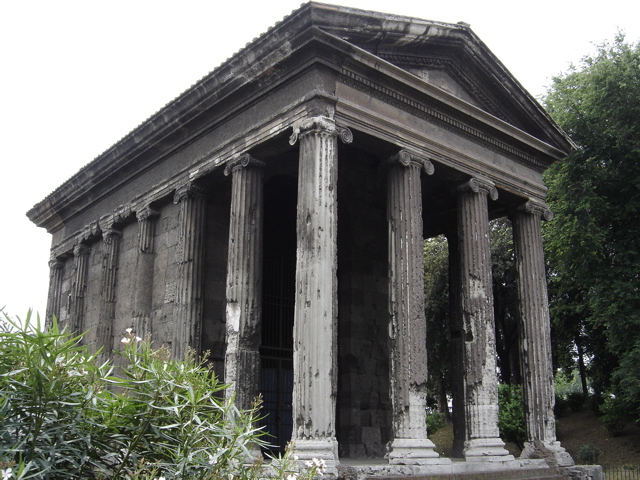
Храм Портуна
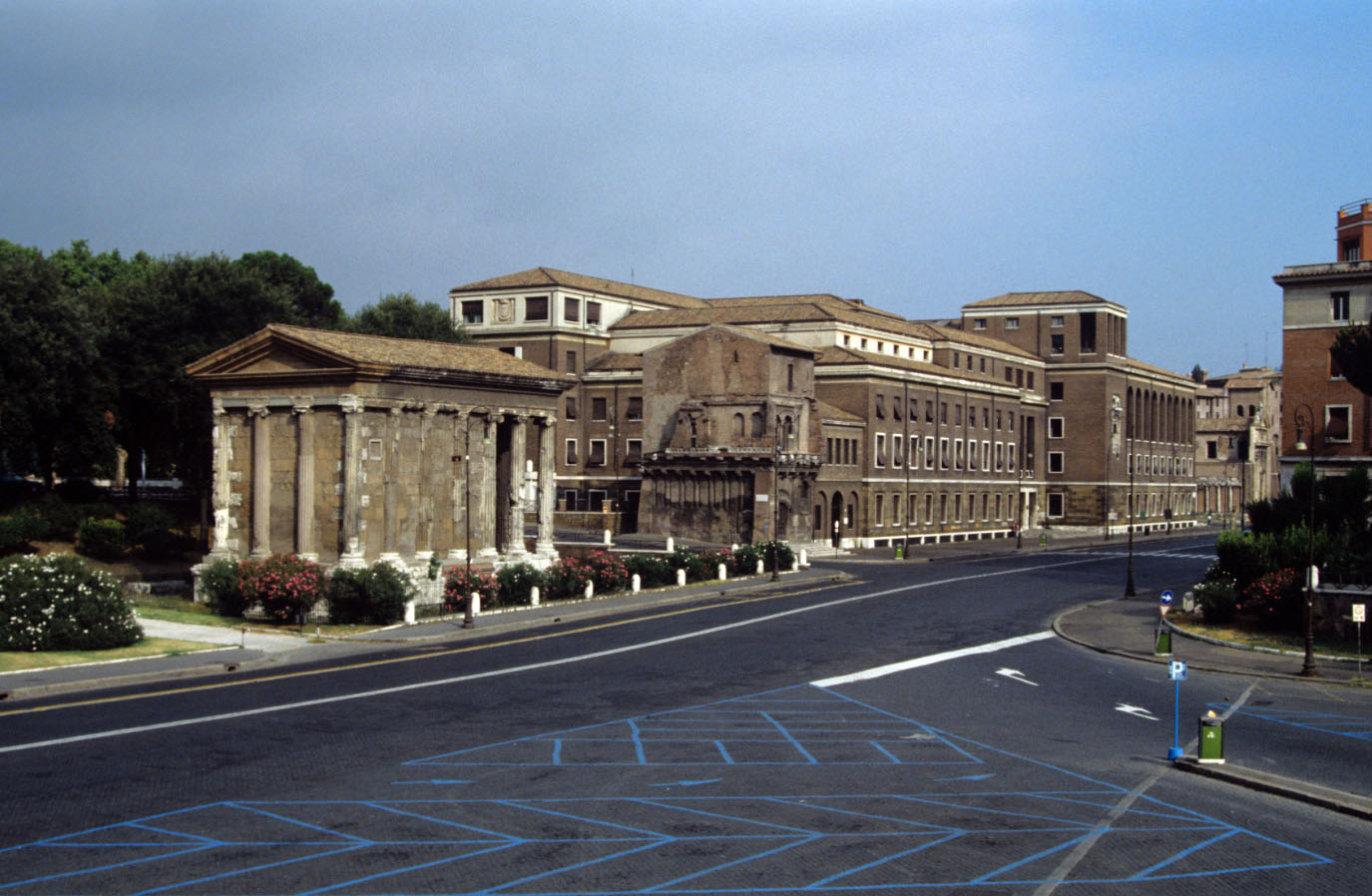